# Мускозькі мови

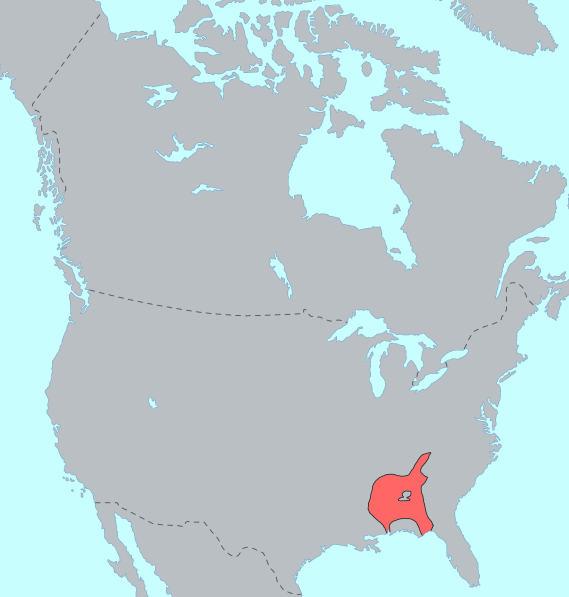
Розповсюдження мускозьких мов на мапі Північної Америки до початку контактів з європейцями

Муско́зькі мови (англ. Muskogean) — індіанська мовна родина, налічує сім мов (алабамська, коасаті, крикська, мікасукі, чікасо, чоктавська та апалачська) і займає компактний регіон на крайньому південному-сході США на схід від нижньої течії Міссісіпі включно з Флоридою.
Гіпотеза про об'єднання цієї родини з 4-ма іншими мовами регіону в макрородину під назвою «Ґалф» (Gulf), запропонована М. Хаас, зараз відкинута, а мови: натчез, атака па, чітімаша і туника — вважаються ізолятами.